# Antoni Kozakiewicz

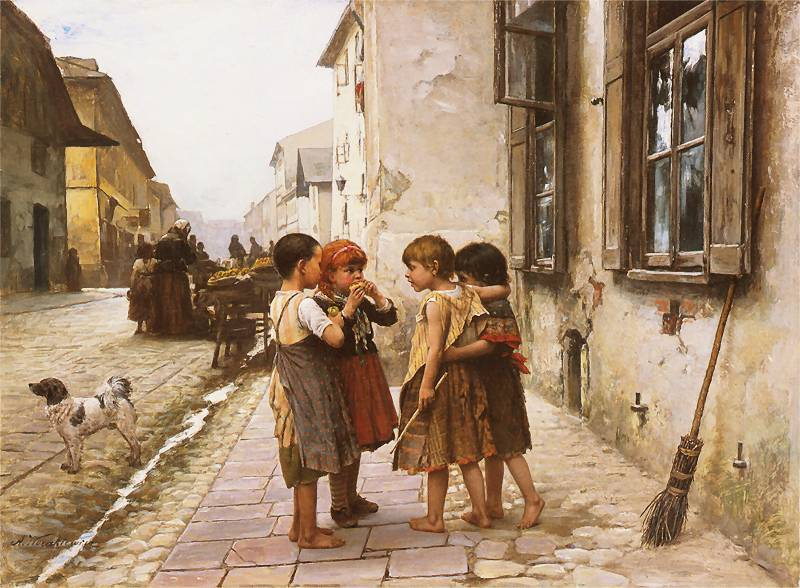
Na ulicy – 1891

Antoni Wit Kozakiewicz (ur. 15 czerwca 1841 w Krakowie, zm. 3 stycznia 1929 tamże) – polski malarz realista, powstaniec styczniowy.

## Życiorys
Był młodszym bratem Piotra rzeźbiarza. W latach 1857–1866 kształcił się w Szkole Sztuk Pięknych w Krakowie u Władysława Łuszczkiewicza i Feliksa Szynalewskiego. Uczestniczył w powstaniu styczniowym wziął udział w bitwie pod Miechowem, a za udział w powstaniu został później na krótko uwięziony. W 1868 wyjechał do Wiednia i studiował w tamtejszej Akademii Sztuk Pięknych. Na wystawie akademickiej w roku 1870 pierwszą nagrodą odznaczono jego obraz Pro Deo et Patria albo nauki dziadunia. Dzięki cesarskiemu stypendium przeniósł się do Monachium, gdzie jego tradycyjne malarstwo przyniosło mu powodzenie. W Monachium spędził 30 lat. Następnie wyjechał w 1900 roku do Warszawy, w której przebywał 5 lat. Nie odniósł tu jednak sukcesów, zapomniany i ubogi zamieszkał w Szczawnicy.
Kozakiewicz malował sceny historyczne, pejzaże i portrety. Tworzył obrazy o tematyce rodzajowej, ubarwione folklorem i scenami z życia wsi, Cyganów i Żydów.